# Dienersdorf
Dienersdorf ist eine Katastralgemeinde und ehemalige Gemeinde mit 738 Einwohnern (Stand 1. Jänner 2024) im Gerichtsbezirk Fürstenfeld und im politischen Bezirk Hartberg-Fürstenfeld in der Steiermark (Österreich). Seit 2015 ist sie im Rahmen der steiermärkischen Gemeindestrukturreform mit den Gemeinden Kaindorf und Hofkirchen bei Hartberg zusammengeschlossen, die neue Gemeinde führt den Namen „Kaindorf“ weiter.

## Geografie

### Geografische Lage
Dienersdorf liegt im oststeirischen Hügelland etwa acht Kilometer südwestlich der Bezirkshauptstadt Hartberg und ca. 35 km nordöstlich der Landeshauptstadt Graz. Dienersdorf befindet sich am südöstlichen Rand des Naturparks Pöllauer Tal, liegt aber selbst nicht darin. Durch Dienersdorf fließt die Pöllauer Safen.

### Gliederung
Die Gemeinde bestand aus der einzigen Katastralgemeinde und gleichnamigen Ortschaft Dienersdorf.

## Geschichte
Dienersdorf ist ein Haufendorf, das vermutlich während der Kolonisationszeit gegründet und erstmals 1396 als Diennestorf erstmals erwähnt wurde. In den folgenden Jahren wird das Dorf auch als Dyenerstorf (1419), Dyeneßdorff (1504), Dienestorff (1542) und Dienerstorff (1572) genannt.
Das Gemeindegebiet gehörte zum Rodungsgebiet des Konrad von Safen. Als Gründer des Dorfes wird aufgrund des Ortsnamens sein Sohn Dietbrant angenommen. Nach dem Aussterben der Safener Ende des 12. Jahrhunderts kam Dienersdorf an die Stubenberger und schließlich 1396 an Hans von Stubenberg. Dieser verkaufte es 1459 an Heinrich von Neuberg. Nach dessen Tod kam Dienersdorf 1504 zum Stift Pöllau.
- Die Siedlung Dienersberg wurde erstmals 1571 als Diennersperg urkundlich erwähnt und war der Weingarten der umliegenden Herrschaften.
- Die Siedlung Großbach wurde bereits 1318 erstmals genannt und kam 1478 an die Neuberger.
- Die Siedlung Haselhof-Haselberg fand Ende des 15. Jahrhunderts erstmalige Erwähnung und erinnert an die schon damals häufig vorkommenden Haselsträucher.
- Die Siedlung Khaag-Altenberg erschien erstmals als im Gehag, war aber damals noch unbewohnt.
- Die Siedlung Hochstraße-Bankl wurde erstmals 1500 als Verkehrsweg genannt, der bereits zur Römerzeit existiert haben könnte.
- Die Siedlung Kruckental wurde erstmals 1478 als im Chruckental genannt. Winzenbach wurde 1419 als Wynssenpach genannt und war einer Siedlung von Winzern.

Im Zuge der Volkszählung 1770 wurde Dienersdorf mit den umliegenden Siedlungen als Zähleinheit zusammengefasst. Später wurde es in dieser Konstellation Steuer- und Katastralgemeinde. Mit Aufhebung der grundherrschaftlichen Untertänigkeit im Jahr 1848 wurde Dienersdorf eine selbständige Gemeinde, die aus dem Dorf und den umliegenden Siedlungen bestand.
Seit 2007 ist die Gemeinde Teil der Ökoregion Kaindorf.

### Bevölkerungsentwicklung der ehemaligen Gemeinde
| Jahr      | 1770 | 1812 | 1869 | 1880 | 1890 | 1900 | 1910 | 1923 | 1934 |
| --------- | ---- | ---- | ---- | ---- | ---- | ---- | ---- | ---- | ---- |
| Einwohner | 430  | 375  | 642  | 600  | 583  | 600  | 588  | 597  | 598  |
| Jahr      | 1939 | 1951 | 1961 | 1971 | 1981 | 1991 | 2001 | 2011 | 2014 |
| Einwohner | 510  | 504  | 521  | 576  | 562  | 623  | 648  | 698  | 690  |

Quelle: Statistik Austria

## Politik

### Gemeinderat
Der Gemeinderat bestand aus neun Mitgliedern und setzte sich seit der Gemeinderatswahl 2010 aus Mandaten der folgenden Parteien zusammen:
- 8 Mandate Österreichische Volkspartei (ÖVP)
- 1 Mandat Sozialdemokratische Partei Österreichs (SPÖ)

Die letzten Gemeinderatswahlen brachten die folgenden Ergebnisse:
| Partei          | 2010    | 2010 | 2010    | 2005 | 2005 | 2005 | 2000 | 2000 | 2000 | 1995 | 1995 | 1995 | 1990 | 1990 | 1990 |
| Partei          | Stimmen | %    | Mandate | St.  | %    | M.   | St.  | %    | M.   | St.  | %    | M.   | St.  | %    | M.   |
| --------------- | ------- | ---- | ------- | ---- | ---- | ---- | ---- | ---- | ---- | ---- | ---- | ---- | ---- | ---- | ---- |
| ÖVP             | 398     | 86   | 8       | 335  | 75   | 7    | 316  | 78   | 7    | 284  | 70   | 7    | 317  | 78   | 7    |
| SPÖ             | 066     | 14   | 1       | 113  | 25   | 2    | 091  | 22   | 2    | 097  | 24   | 2    | 089  | 22   | 2    |
| Die Grünen      |         |      |         |      |      |      |      |      |      | 026  | 06   | 0    |      |      |      |
| Wahlbeteiligung | 85 %    | 85 % | 85 %    | 83 % | 83 % | 83 % | 86 % | 86 % | 86 % | 85 % | 85 % | 85 % | 93 % | 93 % | 93 % |

### Bürgermeister
Letzter Bürgermeister war seit 2007 Florian Summerer (ÖVP), letzter Vizebürgermeister war seit 2003 Karl Stranzl (ÖVP).
Seit 1855 hatte Dienersdorf folgende Bürgermeister:
| - 1855–1861 Michael Pötscher - 1861–1864 Josef Buchberger - 1864–1867 Josef Muhr - 1867–1873 Georg Neuhauser - 00um 1876 Josef Buchberger - 00um 1879 Josef Muhr - 00um 1906 Josef Haubenhofer | - 1911–1914 Josef Thaller - 1914–1917 Josef Haubenhofer - 1917–1919 Johann Hirth - 1919–1919 Franz Hirth - 1919–1924 Karl Lind - 1924–1938 Adolf Thaller - 1938–1940 Josef Summerer | - 1940–1945 Ferdinand Hirth - 1945–1956 Adolf Thaller - 1956–1980 Josef Wilfinger - 1980–2007 Franz Summerer - 2007–2014 Florian Summerer |

### Wappen
Blasonierung:
„Von Silber und Rot zweimal gespalten und einmal geteilt, die Spalten mit brennenden Astpfählen in wechselnden Farben belegt.“
Das Gemeindewappen wurde seit 1. Juni 1963 geführt.

### Regionalpolitik
Die Gemeinde gehörte zur LEADER-Region Oststeirisches Kernland und war seit 2007 Teil der Ökoregion Kaindorf.
Am 20. November 2011 stimmten die Wahlberechtigten der Gemeinden Dienersdorf, Ebersdorf, Großhart, Hartl, Hofkirchen bei Hartberg, Kaindorf und Tiefenbach bei Kaindorf darüber ab, ob diese sieben Gemeinden anlässlich der Gemeindestrukturreform der Steiermark 2010–2015 zu einer Großgemeinde zusammengelegt werden sollen. Bei einer Wahlbeteiligung von insgesamt 65,66 % wurden 3351 gültige Stimmen gezählt. Von diesen sprachen sich lediglich 436 Wähler (13 %) für eine Zusammenlegung der Gemeinden aus, während 2915 Wähler (87 %) gegen eine Fusion stimmten. Damit wurde den Plänen der Steiermärkischen Landesregierung eine deutliche Absage erteilt.
Ein Konzept von 2012/13 sieht die Fusion von Dienersdorf, Hofkirchen und Kaindorf zu einer Gemeinde von etwa 2.000 Einwohnern vor.

## Wirtschaft und Infrastruktur

### Verkehr
Dienersdorf liegt an der Landesstraße von Kaindorf nach Pöllau. In Kaindorf besteht in etwa zwei Kilometer Entfernung Zugang zur Wechsel Straße B 54 von Hartberg nach Gleisdorf. Die Süd Autobahn A 2 ist über die Anschlussstelle Sebersdorf/Bad Waltersdorf (126) zu erreichen und etwa elf Kilometer entfernt.
Dienersdorf besitzt keinen Bahnanschluss. Der nächstgelegene Bahnhof befindet sich in Hartberg und bietet Zugang zur Thermenbahn von Wien nach Fehring. Er ist etwa zwölf Kilometer entfernt. Hier verkehren zweistündliche Regionalzug-Verbindungen.

## Kultur und Sehenswürdigkeiten

### Regelmäßige Veranstaltungen
Seit 1999 findet im Gemeindehaus in Dienersdorf das Dienersdorfer Bluesfieber jeweils am dritten Samstag im Mai statt, wo u. a. schon B. B. & The Blues Shacks aufgetreten sind.